# غوردون فريزر (دراج)
غوردون فريزر (بالإنجليزية: Gordon Fraser) (و. 1968  م) هو راكب دراجة هوائية كندي، ولد في أوتا، شارك في الألعاب الأولمبية الصيفية 2004، والألعاب الأولمبية الصيفية 2000، والألعاب الأولمبية الصيفية 1996.
.

## روابط خارجية
- غوردون فريزر على موقع الاتحاد الدولي للدراجات (الإنجليزية)
- غوردون فريزر على موقع أرشيف الدراجات (الإنجليزية)
- غوردون فريزر على موقع إحصائيات الدراجات الإحترافية (الإنجليزية)
- غوردون فريزر على موقع نسبة الدراجات (الإنجليزية)
- غوردون فريزر على موقع CycleBase (الإنجليزية)
- غوردون فريزر على موقع أوليمبيديا (الإنجليزية)